# Turnberry Golf Club
Il Turnberry Golf Club o Trump Turnberry è una proprietà costiera nell'Ayrshire Meridionale nel sud-ovest della Scozia, nel Regno Unito, che dall'aprile 2014 è di proprietà di Donald Trump, acquistata per $ 60 milioni.
La Trump Organization gestisce un hotel, spa e golf club nell'edificio. La struttura dispone dei campi da golf Ailsa Course, Kintyre Course e Arran Course.
Il golf resort è stato fondato nel 1906 e aveva il nome ufficiale The Westin Turnberry Resort.